# Nikoloz Vatcheichvili
Nikoloz Vatcheichvili (géorgien : ნიკოლოზ ვაჩეიშვილი), né le 26 mai 1968 à Tbilissi (RSS de Géorgie, actuellement Géorgie), est un historien de l'art et homme politique géorgien, reconnu pour son engagement dans la protection du patrimoine culturel et architectural de son pays.

## Biographie
Nikoloz Vatcheichvili est diplômé en histoire de l'art et architecture depuis 1990. Il poursuit ses recherches académiques et obtient en 1997 un doctorat en histoire de l'art médiéval. Tout au long de sa carrière, il joue un rôle majeur dans les institutions culturelles et patrimoniales de Géorgie. En 2008, il est nommé Ministre de la Culture, de la Protection des Monuments et du Sport, avant de devenir, l'année suivante, directeur général de l'Agence nationale pour la préservation du patrimoine culturel de Géorgie, poste qu'il occupe jusqu'en 2012. Depuis 2014, il enseigne à l'Université Ilia en tant que professeur et chercheur, contribuant activement à la formation de la nouvelle génération d'historiens de l'art et à la préservation du patrimoine culturel géorgien.

## Engagement dans la préservation du patrimoine
Nikoloz Vatcheichvili a été actif dans plusieurs projets de valorisation du patrimoine géorgien. Il a collaboré avec des initiatives de l'UNESCO autour de sites comme Vardzia, Mtskheta et la méthode de vinification traditionnelle géorgienne kvevri.
En 2008, alors ministre, il propose une reconversion du musée Joseph-Staline à Gori, afin d'en faire un centre éducatif sur l'occupation soviétique et les agressions russes contre la Géorgie. Cette initiative suscite alors un débat culturel et politique au sein du pays.

## Publications et projets internationaux
Nikoloz Vatcheichvili est l'auteur de nombreuses publications scientifiques sur la conservation du patrimoine culturel géorgien, notamment dans des revues spécialisées et des rapports internationaux.

### Publications académiques
- Landslide hazard, monitoring and conservation strategy for the safeguard of Vardzia Byzantine monastery complex, Georgia, Springer, 2015[3]
- Uplistsikhe – Ancient Rock-cut City in Georgia, UNESCO World Heritage Review, n°58, Paris, 2010[4]
- Nokalakevi-Archaeopolis, One of the Ancient Cities of Georgia, UNESCO World Heritage Review, n°54, Paris, 2009[4]
- Materials for Study of the “Original and Copy” problem in the Medieval Georgian Architecture, Georgian Antiquities, vol. 2, 2002
- On One Unknown Phenomenon of Georgian Ecclesiastical Architecture (Early Medieval "Open" Churches), Georgian Antiquities

### Projets UNESCO et internationaux
Vatcheichvili a dirigé ou participé à plusieurs projets soutenus par l'UNESCO et d'autres institutions internationales :
- Chef de projet pour la conservation du complexe monastique de Vardzia (2012–2015)[4]
- Responsable du projet de documentation de la cathédrale de Svétitskhovéli pour le millénaire de sa construction (2010–2011)[4]
- Coordination du projet de nomination de la méthode traditionnelle géorgienne de vinification kvevri au patrimoine immatériel de l'UNESCO (2012)[4]
- Chef de la délégation géorgienne aux sessions du Comité du patrimoine mondial de l'UNESCO (2010–2012)[4]
- Renforcement structurel de l'église d'Ateni et conservation des reliefs du monastère de Djvari (2005–2012)[4]

Ses travaux combinent expertise scientifique, engagement institutionnel et coopération internationale pour la préservation du patrimoine géorgien.

## Rôles dans des institutions scientifiques
Vatcheichvili est membre de plusieurs institutions académiques et scientifiques :
- Professeur titulaire à l'Université d'État Ilia depuis 2014[2]
- Ancien directeur du Centre de recherche sur le patrimoine culturel et l'environnement
- Enseignant dans diverses institutions : Académie des arts de Tbilissi, Université libre, Académie théologique
- Membre de sociétés scientifiques internationales dans le domaine de l'art médiéval et de la conservation

## Distinctions
Nikoloz Vatcheichvili a reçu plusieurs distinctions pour son engagement dans la préservation du patrimoine culturel géorgien, notamment :
- Le Prix présidentiel d'excellencen décerné par l'État géorgien.